# Peter Zellmann
Peter Zellmann (* 20. Dezember 1947 in Wien) ist ein österreichischer Erziehungswissenschafter und leitet das Institut für Freizeit- und Tourismusforschung (IFT) in Wien.

## Leben
Zellmann studierte Pädagogik und Psychologie an der Universität Wien und wurde zunächst AHS-Lehrer für Leibeserziehung und Geografie. 1972 war er Mitbegründer der Turn- und Sportanstalt (TSA) an den Pädagogischen Akademien. Seit 1987 ist er wissenschaftlicher und administrativer Leiter des Institut für Freizeit- und Tourismusforschung (IFT) in Wien. Als Professor für Freizeitpädagogik wirkte er 1986 bis 2003 an der Pädagogischen Akademie und war von 1996 bis 2002 in jedem vierten Semester Lehrbeauftragter an der Universität Wien wie auch jeweils mehrere Jahre Lehrbeauftragter an den Universitäten, Potsdam, Bremen und der Wirtschaftsuniversität Wien.
Schwerpunkte seiner Tätigkeit sind außer Freizeitsport und Freizeitpädagogik auch Lebensstil- und Zukunftsforschung sowie Beratungen von Politikern und Unternehmen. Er plante die Lehrgänge Animation und Freizeitbetreuung der HLA für Fremdenverkehr sowie Freizeitpädagogik der Pädagogischen Akademien und erstellte Tourismuskonzepte für Regionen und Clubs. Als Verfasser der jährlichen Österreichischen Tourismusanalyse ist er Kooperationspartner der BAT Stiftung für Zukunftsfragen in Hamburg.

## Publikationen
- Corona: Protokoll eines Blindflugs. Mit einem Navi für die Zukunft, Manz-Verlag, Wien 2020, ISBN 978-3-214-18639-5
- mit Horst W. Opaschowski: Du hast 5 Leben!, Manz-Verlag, Wien 2018, ISBN 978-3-214-12639-1
- Die Zukunft, die wir wollen: Was den Menschen wirklich wichtig ist, Manz-Verlag, Wien 2017, ISBN 978-3-214-01235-9
- mit Sonja Mayrhofer: Die Urlaubsrepublik. 2015 Manz, Wien, ISBN 978-3214186838
- Die Zukunft der Arbeit. 2010 Molden, Wien, ISBN 978-3854852582
- Die Zukunftsfallen. 2007 ÖVG, Wien, ISBN 978-3706700856
- mit Horst W. Opaschowski: Die Zukunftsgesellschaft. 2005 ÖVG, Wien, ISBN 978-3706700313

## Auszeichnungen
- 1987: Goldenes Verdienstzeichen der Republik Österreich[2]